# يشعياهو ليبوفيتش
يشعياهو ليبوفيتش (عبرية؛ ישעיהו ליבוביץ؛ 1903-1994) عالم متعدد التخصصات، محاضر في الجامعة العبرية في القدس، محرر الموسوعة العبرية، مفكر، مفسر للديانة اليهودية، وناقد لاذع للمجتمع الإسرائيلي. نشر ليبوفيتش كتب ومقالات عديدة، شرح فيها مذهبه الفلسفي والديني، أثارت جدلا واسعا في المجتمع الإسرائيلي. حيث رآى ليبوفيتش الديانة اليهودية كديانة تضبط العلاقة بين اليهودي وربه عن طريق أداء الفرائض، ورفض القيم الفكرية الأخرى التي ربطت الديانة اليهودية بقيم لا علاقة لها بالدين(بحسب رأيه) كتقديس لأرض أو مكان معين، وبذلك، أثار حفيظة ما يسمى بالصهيونيين الدينيين الذين أعتبروا الحق اليهودي في فلسطين حقا إلهيا.

## سيرة حياته

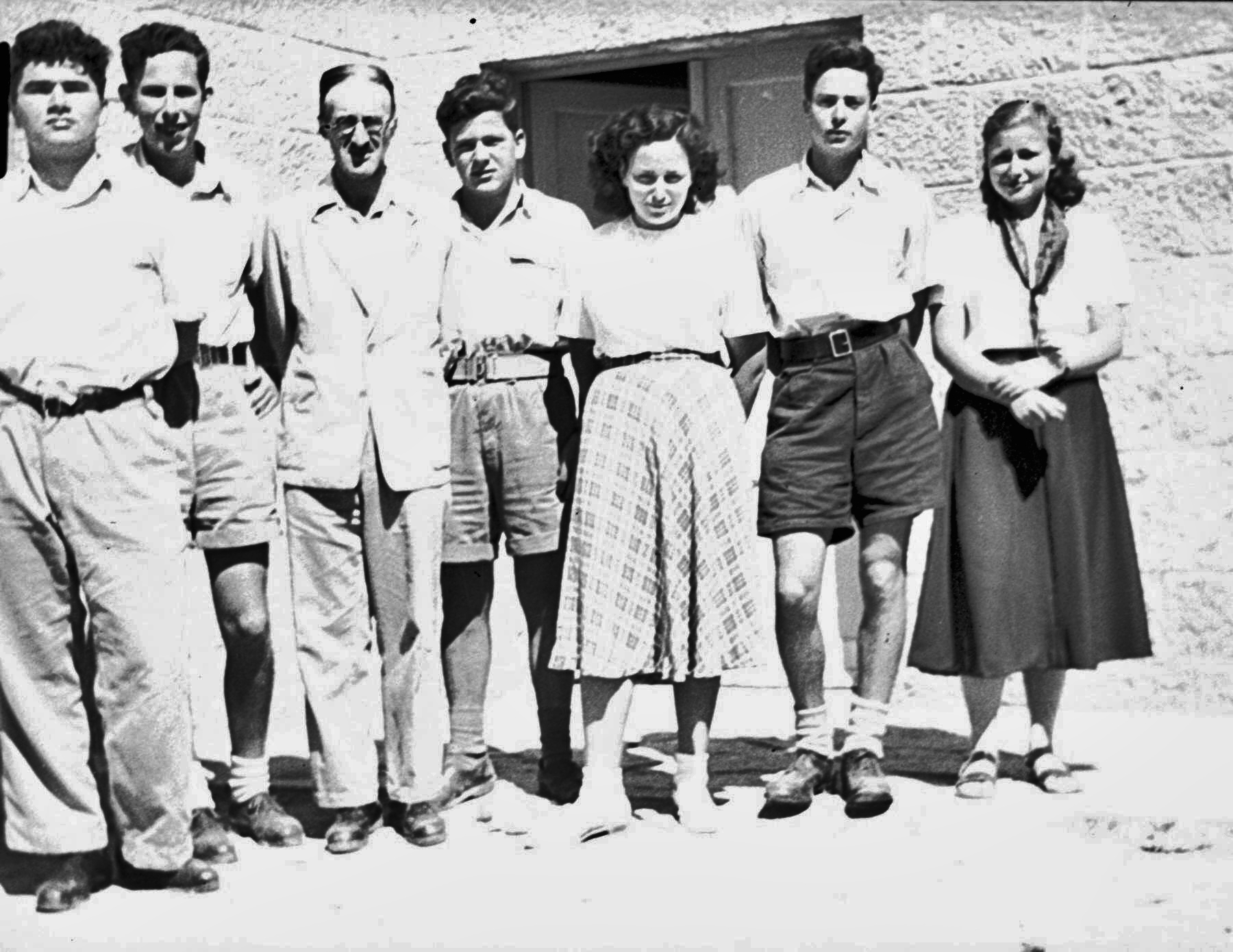
المعلم (الأستاذ لاحقًا) يشعياهو ليبوفيتش مع طلاب المدرسة الثانوية في مدرسة بيت هكيرم الثانوية

ولد ليبوفيتش في ريغا عاصمة لاتفيا عام 1903, لعائلة مقتدرة متدينة وصهيونية. اخته نحاما ليبوفيتش كانت مفسرة توراة شهيرة، في البداية لم يدرس ليبوفيتش واخته في مدرسة، بل تعلموا على يد معلمين خصوصيين في بيتهم.
حاز على شهادة الدكتوراة في الفلسفة عام 1924 من جامعة برلين، وفي عام 1934 حاز على الدكتوراة في الكيمياء الحيوية والطب من جامعة بازل. هاجر إلى فلسطين عام 1935, وانضم إلى الجامعة العبرية في القدس، وحاز هناك على لقب بروفيسر. شارك في حرب 1948, وكان قائد فرقة في البلدة القديمة في القدس.

## آراء وأقوال
في عدة ندوات ومناسبات أطرد يشعياهو ليبوفيتش إلى نقد الحكومة الإسرائيلية بشدة وأطنب في ذلك وشدد على أن إسرائيل دولة لا يمكن أن تبقى على الخريطة الديموغرافية إلا إذا قبلت بمجالها الذي حدده لها قانون التقسيم 1947 ولطالما استعمل عبارات «إنكم يهود نازيون» ولطالما رضي بإرهاب الفلسطينيين وتوقع ذلك كنتيجة لسياسة الدولة اليهودية في أراضي الفلسطينيين ويرى من وجة نضره أن الحل لمشاكل دولة إسرائيل هو البحث على علاقات مع جوارها الدول العربية والتفاوض مع منظمة التحرير الفلسطينية وكان من مقترحاته أن قال «لا بد على الشباب المجند أن يرفض العمل على الأراضي المحتلة» وكان الهدف من هذا المقترح إجبار الدولة الإسرائيلية على الانسحاب من الأراضي المحتلة.

## جائزة دولة إسرائيل
في عام 1993 أوصت اللجنة المانحة لجائزة دولة إسرائيل الكبرى بمنحها إلى البروفيسور ليبوفيتش، وقد تزامن ذلك مع عملية إبعاد نشطاء من حركة حماس إلى مرج الزهور في لبنان، صرح على إثرها البروفيسر ليبوفيتش تصريحات لاذعة ضد الحكومة الإسرائيلية، أثارت كعادتها من التصريحات الصادرة عنه، حفيظة الشارع الإسرائيلي. وطالب كثيرون بالغاء توصية اللجنة المانحة للجائزة. لكن بعدها بأيام، أعلن ليبوفيتش نفسه عن تنازله ورفضه لقبول الجائزة وكفاه شرفا أنه كان على وشك أن ينال الجائزة الكبرى لدولة إسرائيل.

## وصلات خارجية
- يشعياهو ليبوفيتش على موقع IMDb (الإنجليزية)

- موقع جمعية «ليشما» - من أجل الحفاظ على الإرث الفكري لليبوفيتش
- مقالة من جريدة هآرتس عن ليبوفيتش